# Boophis mandraka
Boophis mandraka is een kikker uit de familie gouden kikkers (Mantellidae). De soort werd voor het eerst wetenschappelijk beschreven door Rose Marie Antoinette Blommers-Schlösser in 1979. De soort behoort tot het geslacht Boophis.

## Leefgebied
De kikker is endemisch in Madagaskar. De soort komt voor in het oosten van het eiland en leeft in de subtropische bossen van Madagaskar op een hoogte van rond de 1200 meter boven zeeniveau.

## Beschrijving
Mannetjes worden gemiddeld 21 tot 26 millimeter lang en de lengte van de vrouwtjes is onbekend. De rug is helder groen met bruine vlekken en soms een paar grote gele vlekken. De buik is lichtgroen.